# Liparis greeni
Liparis greeni és una espècie de peix marí pertanyent a la família dels lipàrids. Va ser descrit per David Starr Jordan i Edwin Chamin Starks el 1895.

## Descripció
- Fa 31 cm de llargària màxima.
- Ulls molt petits.[3]

## Hàbitat
És un peix marí, demersal i de clima temperat que viu entre 0-15 m de fondària.

## Distribució geogràfica
Es troba al Pacífic: les illes del Comandant i des de les illes Pribilof i Aleutianes fins a Washington (els Estats Units).

## Observacions
És inofensiu per als humans.